# Гров-Парк-Тилден (тауншип, Миннесота)
Гров-Парк-Тилден (англ. Grove Park-Tilden) — тауншип в округе Полк, Миннесота, США. На 2000 год его население составило 311 человек.

## География
По данным Бюро переписи населения США площадь тауншипа составляет 181,5 км², из которых 179,5 км² занимает суша, а 2,0 км² — вода (1,11 %).

## Демография
По данным переписи населения 2000 года здесь находились 311 человек, 119 домохозяйств и 89 семей.  Плотность населения —  1,7 чел./км².  На территории тауншипа расположено 204 постройки со средней плотностью 1,1 построек на один квадратный километр. Расовый состав населения: 98,07 % белых, 0,32 % афроамериканцев, 0,32 % коренных американцев, 0,64 % азиатов и 0,64 % приходится на две или более других рас. Испанцы или латиноамериканцы любой расы составляли 0,64 % от популяции тауншипа.
Из 119 домохозяйств в 32,8 % воспитывались дети до 18 лет, в 63,9 % проживали супружеские пары, в 5,9 % проживали незамужние женщины и в 24,4 % домохозяйств проживали несемейные люди. 21,8 % домохозяйств состояли из одного человека, при том 12,6 % из — одиноких пожилых людей старше 65 лет. Средний размер домохозяйства — 2,61, а семьи — 2,93 человека.
28,3 % населения — младше 18 лет, 8,4 % — в возрасте от 18 до 24 лет, 18,3 % — от 25 до 44, 26,4 % — от 45 до 64, и 18,6 % — старше 65 лет. Средний возраст — 40 лет. На каждые 100 женщин приходилось 101,9 мужчин.  На каждые 100 женщин старше 18 приходилось 100,9 мужчин.
Средний годовой доход домохозяйства составлял 39 375 долларов, а средний годовой доход семьи —  41 250 долларов. Средний доход мужчин —  29 286  долларов, в то время как у женщин — 20 750. Доход на душу населения составил 16 342 доллара. За чертой бедности не находилась ни одна семья и 0,6 % всего населения тауншипа.